# Handebol nos Jogos Pan-Americanos de 2015
Os torneios de handebol nos Jogos Pan-Americanos de 2015 foram realizados entre 16 e 25 de julho no Centro de Exposições, em Toronto.
Oito equipes no masculino e oito equipes no feminino participaram dos torneios de handebol, que tiveram o mesmo formato de disputa. As equipes participantes foram divididas em dois grupos de quatro, onde as duas melhores equipes de cada grupo avançaram as semifinais, com as vencedoras disputando a medalha de ouro e as perdedoras o bronze. As duas equipes piores colocadas nos grupos disputaram os jogos classificatórios de 5º a 8º lugar.

## Calendário
| Julho    | 7 | 8 | 9 | 10 | 11 | 12 | 13 | 14 | 15 | 16 | 17 | 18 | 19 | 20 | 21 | 22 | 23 | 24 | 25 | 26 |
| -------- | - | - | - | -- | -- | -- | -- | -- | -- | -- | -- | -- | -- | -- | -- | -- | -- | -- | -- | -- |
| Handebol |   |   |   |    |    |    |    |    |    |    |    |    |    |    |    |    |    | 1  | 1  |    |

|  | Dia de competição |  | Dia de final |

## Países participantes
Um total de nove delegações enviaram equipes para as competições de handebol. Argentina, Brasil, Canadá, Chile, Porto Rico e Uruguai participaram tanto do torneio masculino quanto do feminino.
| - ARG Argentina (30) - BRA Brasil (30) - CAN Canadá (30) - CHI Chile (30) - CUB Cuba (15) | - MEX México (15) - PUR Porto Rico (30) - DOM República Dominicana (15) - URU Uruguai (30) |

## Medalhistas
| Evento             | Ouro | Prata | Bronze |
| ------------------ | --- | --- | --- |
| Masculino detalhes | Maik Santos Henrique Teixeira Fernando Pacheco Filho Bruno Santana Raul Campos Lucas Cândido Diogo Hubner Thiagus Petrus dos Santos Alexandro Pozzer Felipe Borges Fábio Chiuffa Vinícius Teixeira Oswaldo Guimarães André Soares César Almeida BRA Brasil             | Matías Schulz Federico Fernández Federico Pizarro Sebastián Simonet Pablo Portela Diego Simonet Pablo Simonet Leonardo Querín Federico Vieyra Fernando García Juan Pablo Fernández Gonzalo Carou Damián Migueles Adrián Portela Sergio Crevatín ARG Argentina | Felipe Barrientos Sebastián Ceballos Alfredo Valenzuela Pablo Baeza Nicolás Jofre Diego Reyes Erik Caniu Javier Frelijj Cristián Moll Felipe Maurín Guillermo Araya Esteban Salinas René Oliva Rodrigo Salinas Marco Oneto CHI Chile               |
| Feminino detalhes  | Alexandra Nascimento Samira Rocha Daniela Piedade Amanda Andrade Tamires Araújo Fernanda da Silva Ana Paula Rodrigues Jéssica Quintino Bárbara Arenhart Francielle da Rocha Mayssa Pessoa Elaine Barbosa Jaqueline Anastácio Célia Coppi Deonise Fachinello BRA Brasil | Marisol Carratú Lucía Haro Manuela Pizzo Luciana Salvado Rocío Campigli Amelia Belotti Luciana Mendoza Victoria Crivelli Antonella Gambino Valentina Kogan Valeria Bianchi Antonela Mena Macarena Sans Macarena Gandulfo Elke Karsten ARG Argentina           | Eliana Falco Soledad Faedo Martina Barreiro Alejandra Scarrone Camila Vázquez Camila Barreiro Leticia Schinca Alejandra Ferrari Viviana Ferrari Paula Fynn Iara Grosso Daniela Scarrone Paola Santos Patricia Re Aquines Federica Cura URU Uruguai |

## Quadro de medalhas
| Ordem | País          | Medalha de ouro | Medalha de prata | Medalha de bronze |   |
| ----- | ------------- | --------------- | ---------------- | ----------------- | - |
| 1     | BRA Brasil    | 2               |                  |                   | 2 |
| 2     | ARG Argentina |                 | 2                |                   | 2 |
| 3     | CHI Chile     |                 |                  | 1                 | 1 |
|       | URU Uruguai   |                 |                  | 1                 | 1 |
| TOTAL | TOTAL         | 2               | 2                | 2                 | 6 |